# Ceropsilopa nasuta
Ceropsilopa nasuta är en tvåvingeart som beskrevs av Cresson 1917. Ceropsilopa nasuta ingår i släktet Ceropsilopa och familjen vattenflugor. Inga underarter finns listade i Catalogue of Life.